# Adiel de Oliveira Amorim
Adiel de Oliveira Amorim (Cubatão, 13 de agosto de 1980) es un exfutbolista brasileño que se desempeñaba como centrocampista.
Jugó para clubes como el Santos, Urawa Reds, Botafogo, Qadsia, Shonan Bellmare y Wuhan Zall.

## Trayectoria

### Clubes
| Club                      | País   | Año       |
| ------------------------- | ------ | --------- |
| Santos                    | Brasil | 1997-2000 |
| Urawa Reds                | Japón  | 2000      |
| Botafogo                  | Brasil | 2001      |
| Santos                    | Brasil | 2002-2004 |
| Qadsia                    | Kuwait | 2005      |
| Shonan Bellmare           | Japón  | 2006-2011 |
| Wuhan Zall                | China  | 2012      |
| Xinjiang Tianshan Leopard | China  | 2013      |
| CA Juventus               | Brasil | 2015-2016 |